# Olga Törös
Olga Törös (hongarès: Törös Olga)  (Debrecen, 4 d'agost de 1914 - Kecskemét, 16 de febrer de 2015) va ser una gimnasta artística hongaresa que va competir durant la dècada de 1930.
El 1936 va prendre part en els Jocs Olímpics de Berlín, on guanyà la medalla de bronze en la competició del concurs complet per equips del programa de gimnàstica.
El 1939 es graduà com a professora d'educació física. Morí el 16 de febrer de 2015, amb 100 anys.